# Siebenmorgen (Bergisch Gladbach)
Siebenmorgen ist ein Ortsteil im Stadtteil Refrath von Bergisch Gladbach. 

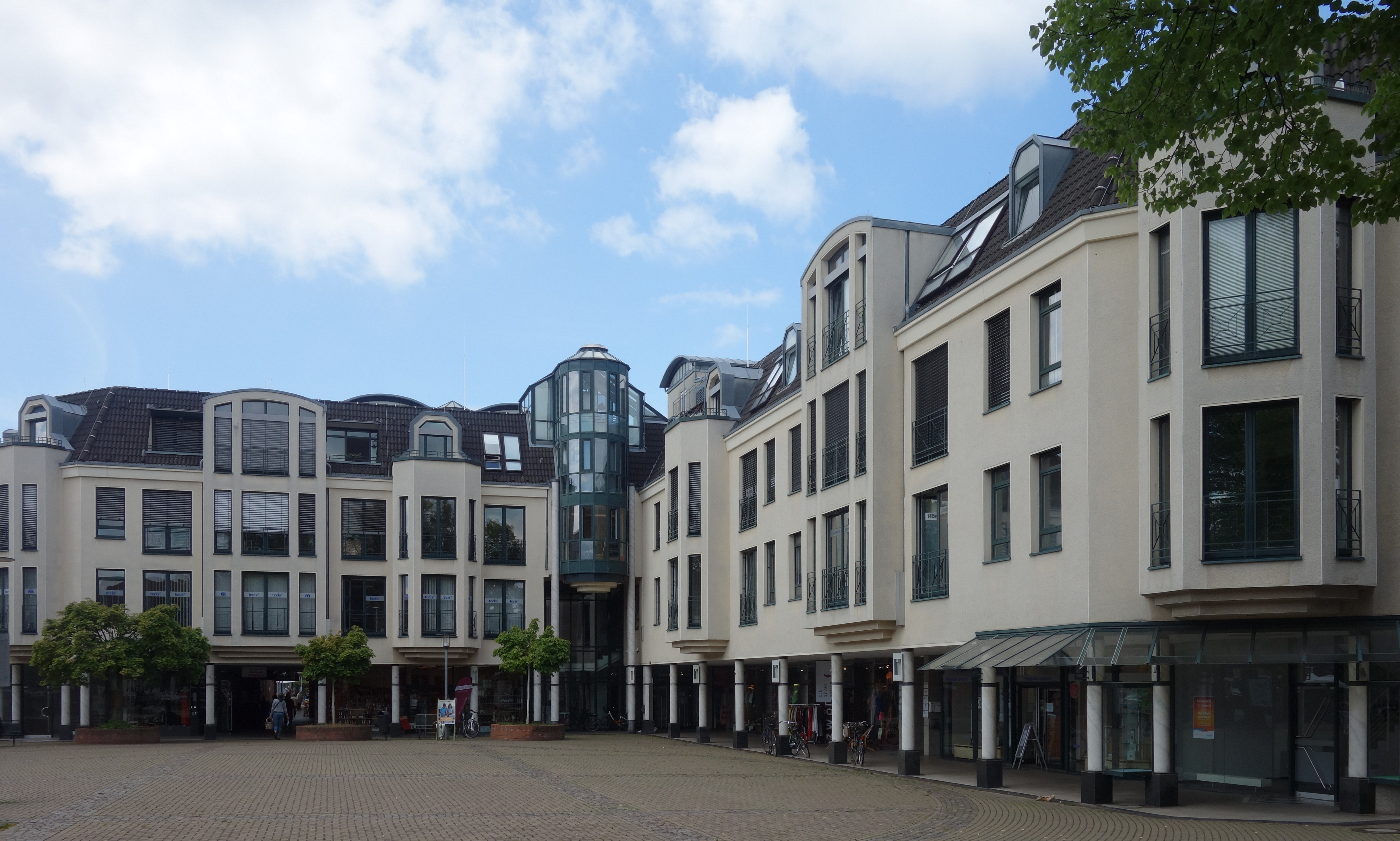
Peter-Buerling-Platz

## Geschichte
Der Name Siebenmorgen entstand in Anlehnung an eine alte Gewannenbezeichnung, die im Urkataster von 1828 noch als Auf den Sechsmorgen südlich von Beningsfeld verzeichnet ist. Der Flurname Sechsmorgen bezog sich auf die Größe der verfügbaren landwirtschaftlichen Nutzfläche. Sie hat wahrscheinlich in der zweiten Hälfte des 19. Jahrhunderts eine größere Ausdehnung gewonnen, wodurch die so genannten sechs Morgen nicht mehr zutreffend waren und das Areal folglich in Siebenmorgen umgeändert wurden musste.
Heute ist hier das Zentrum von Refrath, wo sich Geschäfte konzentrieren und auf dem angrenzenden Peter-Bürling-Platz Veranstaltungen stattfinden.